# Малая Тростянка (Самарская область)
Малая Тростянка — посёлок в Красноярском районе Самарской области. Входит в состав сельского поселения Хорошенькое. 

## География
Находится на расстоянии примерно 24 километра по прямой на северо-восток от районного центра села Красный Яр.

## Население
Постоянное население составляло 22 человека (русские 82%) как в 2002 году, 11 в 2010 году.